# Benedetto Di Virgilio
Benedetto Di Virgilio, detto Poeta bifolco (Villetta Barrea, 21 marzo 1600 – Roma, 24 febbraio 1667), è stato un poeta italiano, che, pur di umilissime origini (la sua era, infatti, una famiglia di pastori) e non potendo studiare se non da solo quando accudiva il gregge di pecore, dalla seconda metà del XVII secolo riuscirà comunque a segnalarsi alla Corte pontificia per la composizione di eruditi panegirici, cioè di componimenti oratori a carattere encomiastico e d'occasione, tanto da ricevere la più alta onorificenza vaticana, quella dell'Ordine Supremo del Cristo.

## Biografia
Trascorse l'infanzia dedito alla pastorizia, lungo quei tratturi peculiari della transumanza che univano l'Abruzzo alla Puglia, riuscendo ugualmente a studiare, da autodidatta, la letteratura italiana e a leggere i classici, Dante e Petrarca come Tasso e Ariosto, esperienza che ricalcherà - più di due secoli dopo - un altro pastore erudito, il conterraneo Cesidio Gentile, nativo di Pescasseroli. Trasferitosi in Capitanata, e più precisamente ad Orta, nei pressi di Foggia, lavorò all'interno di una masseria tenuta dai Gesuiti. Questo lavoro, da cui gli derivò l'appellativo, talvolta cognomizzato, di Bifolco, arricchì la sua cultura, spingendolo in particolare verso la composizione di versi.
A tal riguardo è del 1643 la sua prima raccolta pubblicata: cinque canti in rima sulla biografia di Brunone, fondatore dei Certosini. Si metterà in luce solo pochi anni più tardi, con un poema eroico relativo alla vita del fondatore della Compagnia di Gesù, cioè Sant'Ignazio di Loiola, che, edito a Trani nel 1647, verrà più volte rifatto e, nel 1660, ristampato per le edizioni della Camera Apostolica. Altre opere importanti della sua esperienza pugliese saranno dedicate ai gesuiti. Fra queste, il poema sull'apostolo delle Indie San Francesco Saverio del 1650 e la biografia di Luigi Gonzaga del 1655.
Nel frattempo, al seguito del preposito generale dei Gesuiti Vincenzo Carafa, cui era dedicato il poema su Ignazio di Loyola, si trasferì a Roma, dove entrò nelle grazie del futuro Papa Alessandro VII, che non solo lo fece risiedere in Vaticano, concedendogli un vitalizio, ma - in particolare per la fama acquisita alla Corte Pontificia - lo fregiò anche e soprattutto della più importante onorificenza dello Stato Pontificio, la croce di cavaliere dell'Ordine Supremo del Cristo.
A Roma si fece apprezzare, in particolare, per una lunga serie di componimenti encomiastici e d'occasione. Fra questi si ricordano, anche per una connaturata valenza storico-politica, quelli pubblicati per le nozze fra il Re Sole e Maria Teresa di Spagna (datati 1660 e dedicati al cardinale Mazzarino), per la nascita del loro primogenito Luigi (del 1661 e con la dedica ad Alessandro VII), nonché per la morte di Filippo IV (datati 1665). Il suo ultimo componimento noto, che realizzò poco prima di morire, nel 1667, aveva invece come tema centrale l'Immacolata Concezione.
Le sue poesie, pur se non sempre eleganti, e anzi spesso languide, sono caratterizzate da estro e fantasia, e forniscono la testimonianza più vivida, come scrisse Attilio Zuccagni-Orlandini, del «miracolo del genio» in un letterato che, da bifolco, si era fatto da solo.

## Opere

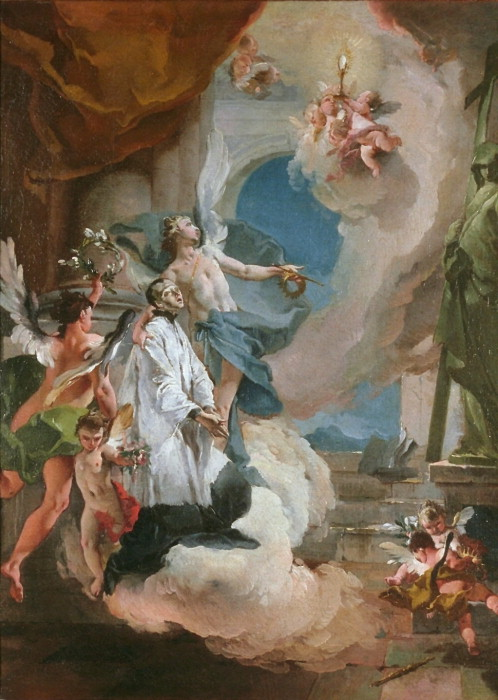
La gloria di San Luigi Gonzaga in un dipinto del Tiepolo

- Vita del gran patriarca san Bruno Cartusiano. Cavata dal Surio, e da altri autori latini composta in ottaua rima. Diuisa in cinque canti, stamp. Valerij, Trani 1643.
- Ignatio Loiola. Poema eroico, Corbelletti, Roma 1647, su google.it.
- Ottaue sopra l'impresa della nobilissima Accademia de i Signori Intrecciati, che e vna siepe fiorita con il motto Munit, Grignani, Roma 1647.
- Breve panegirico dell'illustrissimo signor cavaliero Cassiano dal Pozzo. Alludendo al pozzo guardato da duo draghi: insegna della sua illustrissima famiglia, Corbelletti, Roma 1647.
- Il Sauerio apostolo dell'Indie. Poema sacro, Corbelletti, Roma 1650.
- Vita del beato Luigi Gonzaga. Panegerico, Corbelletti, Roma 1655.
- Panegerico della nascita di Marc'Antonio Borghese primogenito del principe Giovanni Battista in versi, Moneta, Roma 1660.
- Sonetti sopra il nuouo sponsalitio del re cristianissimo, et della regina Maria Teresa d'Austria, Stamp. della Camera Apostolica, Roma 1660.
- Breue panegirico in lode del nouo nato delfino primogenito della maesta christianissima, e delle feste celebratene in Roma, s.e., Roma 1661.
- Panergirico in lode delli sig. eminentissimi cardinali novi creati, Lazari, Roma 1664.
- Panegirico in morte di Filippo Quarto re delle Spagne, Lazari, Roma 1665.
- Sopra la noua catedra scoperta alli 18. gennaro 1666. in S. Pietro. Canzone, Tinassi, Roma 1666.
- La gratia trionfante overo L'Immaculata Concettione di Maria Vergine madre di Dio con l'intreccio dell'historie più illustri, si del Vecchio, come del Nuovo Testamento, Lazari, Roma 1667.